# 叶梦鼎

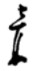
葉夢鼎花押

叶梦鼎（1200年—1279年），字镇之，号西涧，原姓陈。宁波东仓上宅（今宁海县）人，南宋丞相。咸淳三年，拜特进、右丞相兼樞密使。因与贾似道不合而去位。

## 经历
- 南宋绍定五年（1232年），入太学。
- 嘉熙元年（1237年），以太学上舍试入优等，两优释褐出身，授信州军事推官。
- 历任袁州、吉州、隆兴等地的地方官。
- 景定三年（1262年），进兵部尚书，兼国史编修加实录检讨。
- 1263年，调任吏部尚书。
- 咸淳三年（1267年），拜右丞相兼枢密使。

## 遗物
《叶梦鼎呈判府监丞郎中札子》，现藏于臺北國立故宮博物院。

## 遗迹
- 上宅村（今宁海县胡陈乡，梦鼎故里）：
- 归云洞（今浙江宁海），原叶梦鼎读书处
- 归锦桥
- 梦鼎祠堂
- 梦鼎故坟
- 沥洋村西的集庆庵

## 著作
- 《西涧集》

| 前任： 程元凤 | 南宋右丞相 1267年—1269年 | 繼任： 马廷鸾 |